# Abu Yaacub Yúsuf

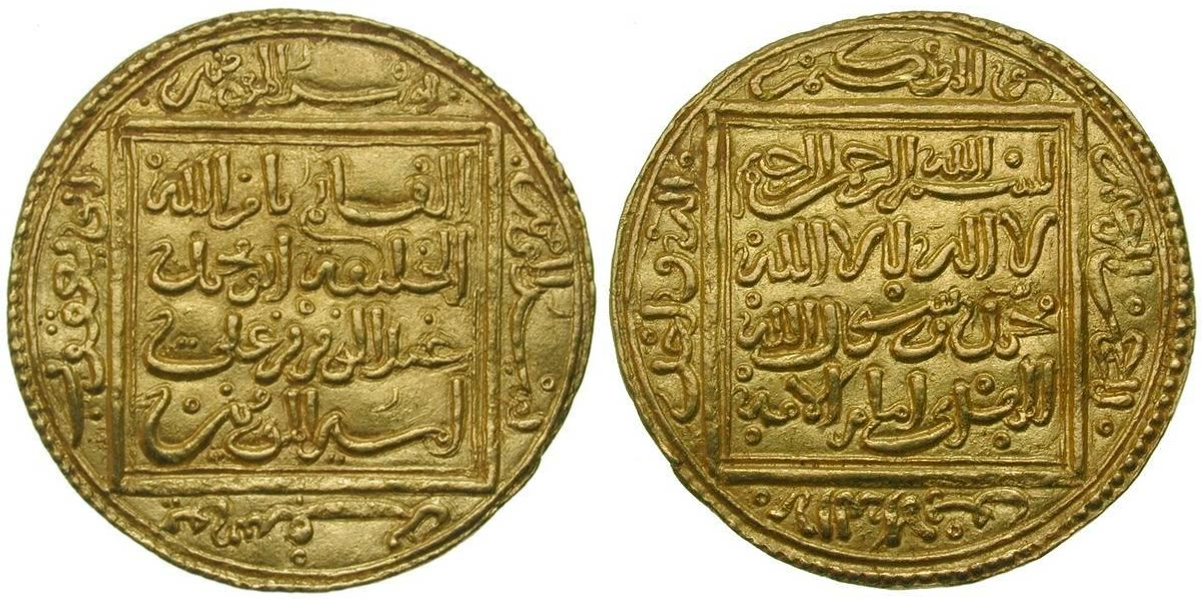
Moneda de Abu Yaacub

Abū Yacqūb Yūsuf b. cAbd al-Mū'min al-Manṣūr (أبو يعقوب يوسف بن عبد المؤمن) o Abu Yaacub Yúsuf (dependiendo de las transliteraciones, Abu Ya‘qub Yúsuf) también conocido como Yúsuf I, fue un califa almohade nacido en 1138 y muerto en 1184. Hijo y sucesor de Abd al-Mumin, el primer califa de esta dinastía de origen magrebí.

## Aspecto y características
Era alto, de cabello moreno y de tez pálida y rubicunda, con grandes ojos. Fue el más culto de los califas almohades, y se formó fundamentalmente durante su larga estancia en Sevilla.

## Primeros cargos
En 1155, cuando tenía alrededor de dieciséis años fue nombrado por su padre gobernador de Sevilla. Su estancia en la ciudad le convirtió en un hombre culto. En 1159, como gobernador de esta ciudad, resistió el ataque de Muhammad ibn Mardanis (el denominado rey lobo), que se había levantado contra el imperio almohade, en Murcia y Valencia. Permaneció al frente del gobierno andalusí hasta la muerte de su padre en el 1163.

## Reinado
Comenzó su reinado en 1163, con la muerte de su padre Abd al-Mumin, cuando contaba veinticinco años. Tres de sus hermanos y varios notables almohades se opusieron a su subida al trono, y sus primeros actos fueron para afianzar su poder. Al comienzo, se limitó a darse el título de emir. Tuvo que afrontar tanto la renuencia de sus tres hermanos a reconocer su autoridad como a la revuelta de varias tribus bereberes, que se alzaron contra él; su levantamiento fue aplastado en el 1165. En marzo de 1168 adoptó el título de califa, tras cinco años de ejercer como mero sucesor. Merced a la conquista de Jaén, Murcia y Valencia, los almohades alcanzaron su apogeo en al-Ándalus, si bien se sostuvieron cada vez con mayor dificultad ante los embates de castellanos y portugueses. Se estableció en Sevilla en 1171, convirtiéndola en capital de su imperio en la península. Allí, ordenó la construcción de grandes obras como el puente de Barcas y los muelles del Guadalquivir. A él se debe también la construcción del acueducto, las dos alcazabas, el proyecto de la mezquita mayor, el patio del Yeso en el Alcázar, los palacios de la Buhaira que encargó al arquitecto Ahmad Ben Baso, además de los Caños de Carmona que se encontraban en estado ruinoso. Poco antes de morir, de vuelta en Sevilla, ordenó el comienzo de la edificación de la Giralda, alminar de la mezquita aljama sevillana. También reforzó las murallas y construyó la fortaleza de Alcalá de Guadaíra. Entre 1171 y 1176, realizó algunas campañas en la península, con escasa suerte.
En 1176, regresó a Marruecos, para hacer frente a algunas rebeliones. En 1183, los castellanos y portugueses hostigaban los campos y ciudades de Al-Ándalus, y asediaron Cáceres. En respuesta a este acoso, en diciembre de ese año el califa reunió un gran ejército en Marruecos, que debía pasar a la península. Cruzó el estrecho de Gibraltar y entró en la ciudad de Sevilla el 25 de mayo de 1184. Salió de esta ciudad el 7 de junio, hacia Badajoz, para luego dirigirse al oeste con la intención de conquistar la población de Santarém a la que llegó el 27 de junio. Esta ciudad, muy bien pertrechada por el lento avance almohade, estaba defendida por Alfonso I de Portugal. El asedio duró hasta el 3 o 4 de julio, cuando Al-Mu'min Abu Yaacub, que había decidido abandonar el cerco ante la inminente llegada de Fernando II de León, fue gravemente herido en la confusa retirada y murió. Su fallecimiento se mantuvo en secreto hasta que el ejército alcanzó Sevilla y se pudo proclamar sucesor a su hijo Abu Yúsuf.
Como en tiempos de su padre, nombró para los gobiernos provinciales a hermanos, hijos y sobrinos, y a descendientes de destacados notables de los primeros tiempos del movimiento almohade. Está considerado el más culto de los califas almohades, y su mecenazgo y construcciones realzan su reinado, y su nombre está íntimamente unido a Averroes, que formó parte de la culta corte del califa.